# Judí

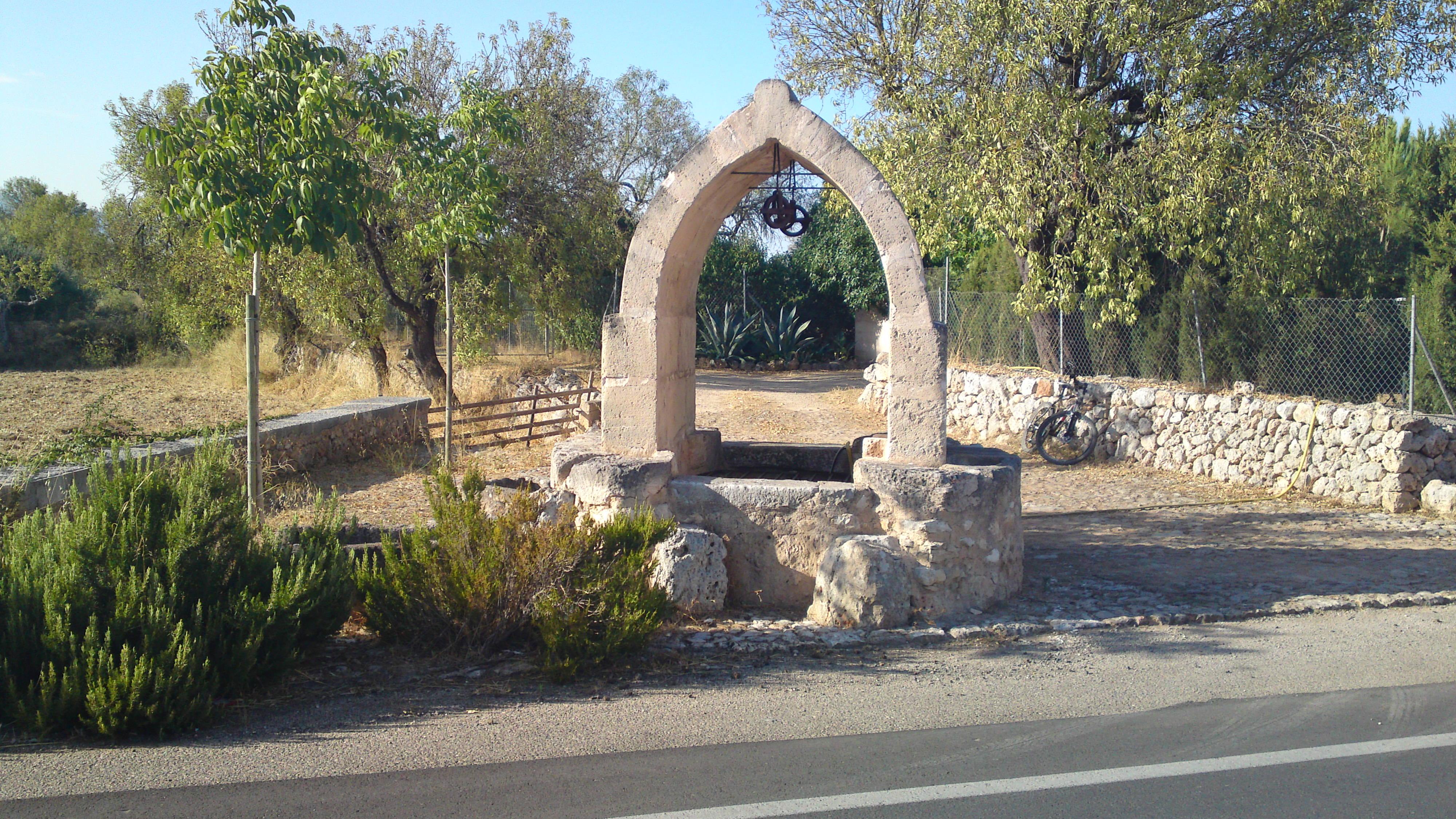
El pou de Judí

Judí és una possessió de Sencelles (Mallorca) que en el seu moment va conformar un petit llogaret.
 El nucli està situat al migjorn del terme municipal de Sencelles i al sud de la carretera MA-3111 o carretera de Sineu. La seva situació és molt propera al límit amb el terme d'Algaida i el llogaret de Pina. L'origen del topònim sembla d'origen àrab que faria referència al mot “jueu”.
Al costat de l'antic camí i ara carretera hi ha el pou de Judí que servia per abeurar les bèsties que transitaven per la contrada. Durant molts anys va ser considerat el centre de Mallorca i fins a la restauració de 1999 hi havia esculpit un cor representant ser el cor de l'illa. També la tradició ha relacionat l'aigua del pou amb la fertilitat de les dones.